# Arc-lès-Gray
Arc-lès-Gray – miejscowość i gmina we Francji, w regionie Burgundia-Franche-Comté, w departamencie Górna Saona.
Według danych na rok 1990 gminę zamieszkiwało 3121 osób, a gęstość zaludnienia wynosiła 258 osób/km² (wśród 1786 gmin Franche-Comté Arc-lès-Gray plasuje się na 50. miejscu pod względem liczby ludności, natomiast pod względem powierzchni na miejscu 327.).
Przemysł: Produkcja maszyn rolniczych.